# جهش‌گرایی

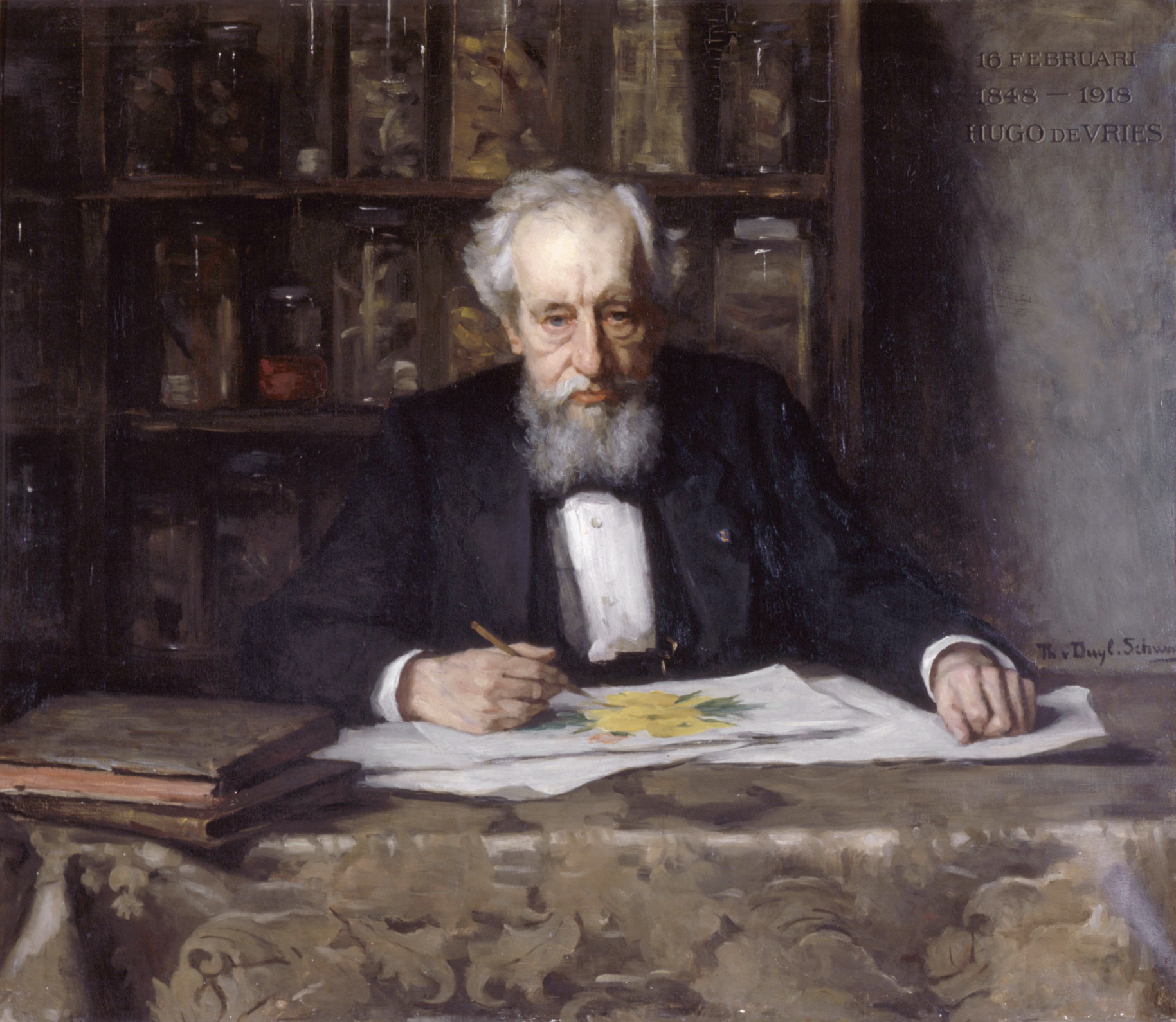
نقاشی هوگو دو وری، ساختن نقاشی از گل پامچال، گیاهی که ظاهراً با جهش‌های بزرگ در آزمایش‌هایش اشکال جدیدی ایجاد کرده بود، اثر ترز شوارتزه، ۱۹۱۸

جهش‌گرایی (به انگلیسی: Mutationism) یکی از چندین جایگزین برای فرگشت توسط انتخاب طبیعی است که هم پیش و هم پس از انتشار کتاب چارلز داروین در سال ۱۸۵۹ دربارهٔ خاستگاه گونه‌ها وجود داشته‌است. در این تئوری، جهش منبع تازگی بود و اشکال جدید و گونه‌های جدید را به‌طور بالقوه به صورت آنی، در پرش‌های ناگهانی ایجاد می‌کرد.  این به عنوان محرک تکامل در نظر گرفته شد، که تصور می‌شد با عرضه جهش‌ها محدود می‌شود.

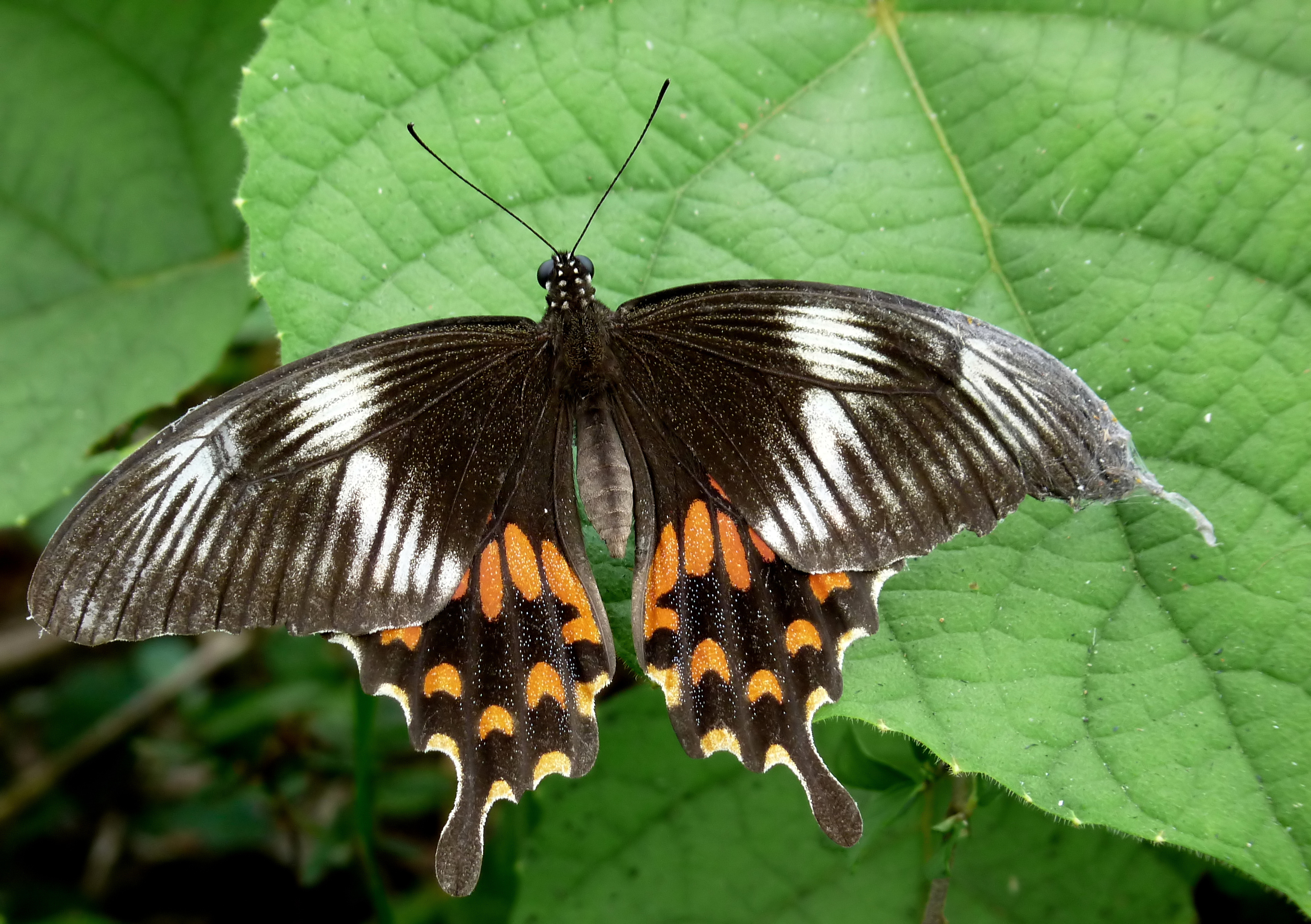
Papilio polytes دارای سه شکل با الگوهای بال متفاوت است که در اینجا شکل "Romulus" دیده می‌شود. رجینالد پونت استدلال کرد که این چندریختی تکامل ناپیوسته را نشان می‌دهد. با این حال، رونالد فیشر نشان داد که این می‌تواند با تغییرهای کوچک در ژن‌های اصلاح‌کننده اضافی به وجود آمده باشد.

جهش‌گرایی، همراه با دیگر جایگزین‌های داروینیسم مانند لامارکیسم و فرگشت هدفمند، توسط بیشتر زیست‌شناسان کنار گذاشته شد، زیرا آنها دریافتند که ژنتیک مندلی و انتخاب طبیعی می‌توانند به آسانی با هم کار کنند. جهش جای خود را به عنوان منبع تنوع ژنتیکی ضروری برای انتخاب طبیعی گرفت. با این حال، جهش‌گرایی به‌طور کامل از بین نرفت. در سال ۱۹۴۰، ریچارد گلداشمیت مجدداً برای گونه‌زایی تک‌مرحله‌ای توسط کلان‌جهش (macromutation) بحث کرد و جاندارانی را که به این ترتیب به‌عنوان «هیولاهای امیدوارکننده» تولید شدند، توصیف کرد که مورد تمسخر گسترده قرار گرفت. در سال ۱۹۸۷، ماساتوشی نی به‌طور بحث‌انگیز استدلال کرد که فرگشت اغلب با جهش محدود است. زیست‌شناسان مدرن مانند داگلاس جی. فوتویما به این نتیجه می‌رسند که اساساً تمام ادعاهای تکامل ناشی از جهش‌های بزرگ را می‌توان با تکامل داروینی توضیح داد.

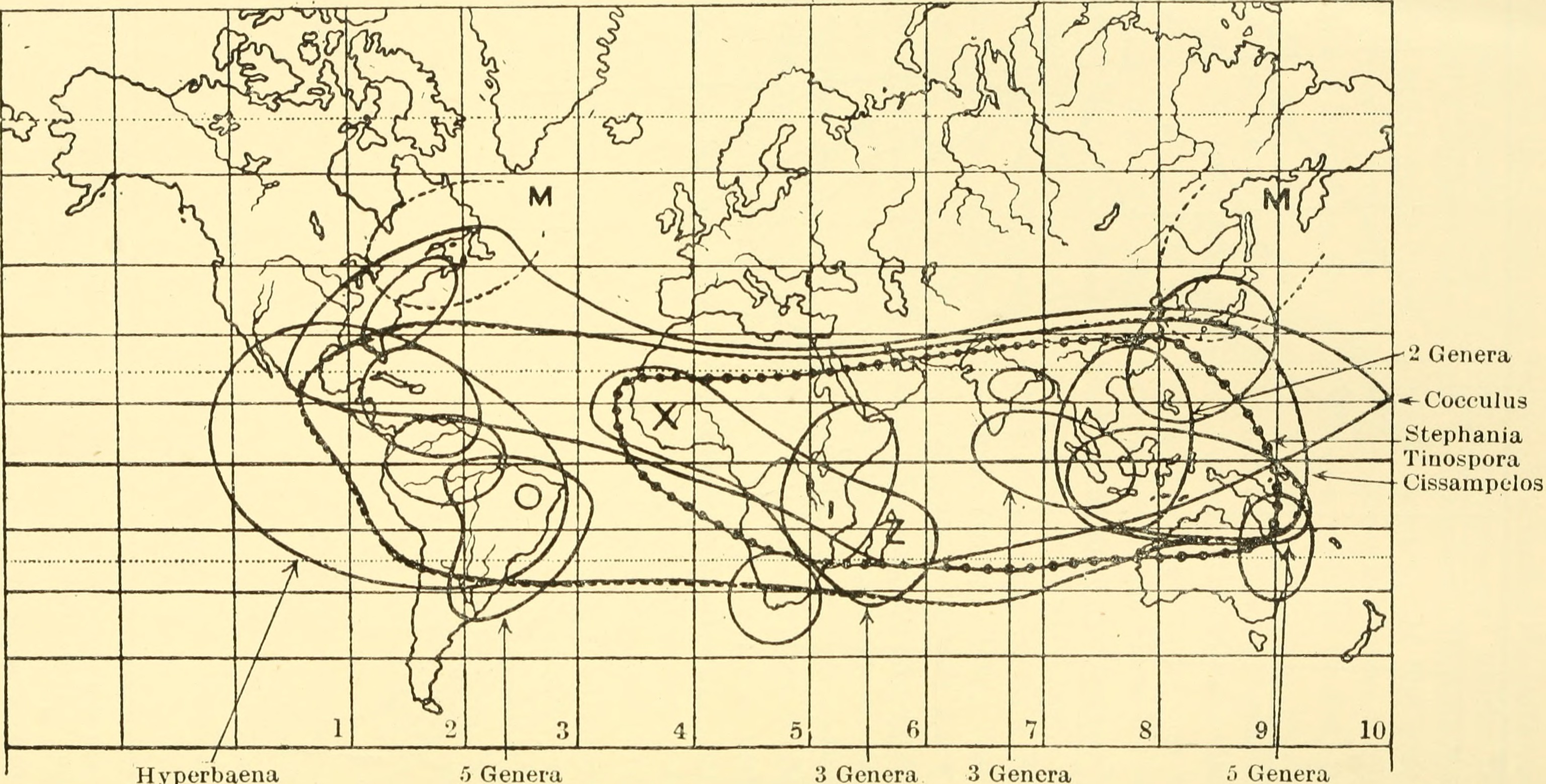
کتاب سیر فرگشت جان کریستوفر ویلیس با تمایز یا جهش واگرا به جای انتخاب، ۱۹۴۰